# Stina möter
Stina möter är en programserie med Stina Lundberg som programledare och intervjuare. Programmet började sändas på TV3 1994 för att sedan flyttas till TV4 under slutet av 1994  och innehöll intervjuer med exklusiva internationella och svenska kändisar.

## Medverkande
- Yrrol-gänget [2]
- Jan Stenbeck[3]
- Anna Nicole Smith[4]
- Richard Gere[5]
- Lisa Marie Presley[6]
- Peter Wallenberg[7]
- Krister Henriksson[8]
- Traci Lords[9]
- Yasser Arafat[10]
- Nelson Mandela[11]
- Mia Farrow[12]
- Margaret Thatcher[13]
- Benazir Bhutto[14]